# Hubertusorde (Frankrijk)
De Orde van de Hazewindhond werd in 1390 in het hertogdom Bar gesticht. Men noemt deze ridderorde ook "Orde van de Trouw" en de orde wordt sinds 1423 "Hubertusorde" genoemd. Deze ridderorde werd door een ridderlijk gezelschap voor wederzijdse liefde, trouw en verdediging gesticht en had als draagteken een hazewindhond met het devies "Tout en" op de halsband.
De orde werd bij de oprichting voor een tijdspanne van vijf jaar opgericht maar bloeide, begunstigd door de koningen van Frankrijk, tot aan de Franse revolutie.
In Frankfurt reorganiseerde Lodewijk XVIII, Frankrijks koning in ballingschap, de Hubertusorde en deze werd, nu "Jachtorde van Sint Hubertus" geheten, pas op 29 juli 1830 met alle andere oude Franse orden afgeschaft.
Ackermann vermeldt deze ridderorde als een historische orde van Frankrijk.